# Ballans
Ballans település Franciaországban, Charente-Maritime megyében. Lakosainak száma 203 fő (2022. január 1.). Ballans Bréville, Sainte-Sévère, Brie-sous-Matha, Louzignac, Macqueville és Siecq községekkel határos.

## Népesség
A település népességének változása:
| Lakosok száma | 255  | 225  | 204  | 200  | 222  | 206  | 197  | 195  | 198  | 203  |
|               | 1968 | 1982 | 1990 | 2006 | 2013 | 2015 | 2017 | 2019 | 2020 | 2022 |